# خانه علی‌پور (گناباد)
منزل علیپور (نام قدیمی آن: منزل قوامیه) مربوط به دوره قاجار است و در شهرستان گناباد، بخش مرکزی، روستای ریاب واقع شده و این اثر در تاریخ ۲۲ مرداد ۱۳۸۴ با شمارهٔ ثبت ۱۳۱۷۸ به‌عنوان یکی از آثار ملی ایران به ثبت رسیده است.